# كيس كاذب

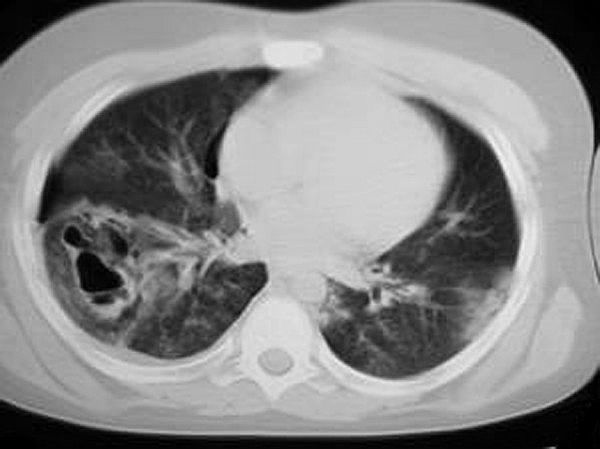
تصوير طبقي محوري للصدر يظهر كدمات رئوية واسترواح صدري و كيس كاذب.

الكيس الكاذب يشبه الأكياس العادية، لكن يفتقر إلى النسيج الظهاري أو الخلايا المبطنة. الإجراءات الأولية للتعامل مع هذه الحالة تشمل إجراءات الرعاية العامة المساندة. الأعراض والمضاعفات التي تنتج عن الأكياس الكاذبة تتطلب العمليات الجراحية. التصوير الطبقي المحوري يستخدم للتصوير الأولي لتلك الاكياس، والموجات فوق الصوتية بالمنظار تستخدم للتمييز بين الأكياس الحقيقية والأكياس الكاذبة. التفريغ عبر المنظار هي طريقة شائعة وفعالة في معالجة الاكياس الكاذبة.
يجب عدم الخلط بين هذه الحالة مع ما يُسمى «مظهر الكيس الكاذب»، وعلى وجه خاص من ناحية التصوير الإشعاعي لأمراض أخرى، مثل كيس ستافيت العظمي الثابت وكيس توسع الأوعية الدموية في العظم اللذان يظهران في الفك.

## الوصف
الكيس الكاذب هو آفة تكيسية تظهر مثل الكيس العادي في التصوي، لكن تفتقر إلى النسيج الظهاري أوالخلايا المبطنة. كيس البنكرياس الكاذب الحاد متكون من سوائل البنكرياس مع جدار ليفي أوجدار حُبيبي. والأكياس الكاذبة ممكن أن تتكون في عدة أماكن منها: البنكرياس والبطن والغدد فوق الكظرية والعين.

## السببية المرضية
أكياس البنكرياس الكاذبة تنتج عن التهاب البنكرياس الحاد أو المزمن. يمكن أن تنتج أيضا من اصابة منطقة البطن، مع تردد الحالات بشكل كبير عند الأطفال. ا لأكياس الكاذبة توجد بشكل أكبر في التهاب البنكرياس المزمن أكثر من وجودها في حالات الالتهاب الحاد. وكذلك إذا كان سبب التهاب البنكرياس هو الكحول، هنالك احتمالية أكبر لحدوث الأكياس الكاذبة. تشكل الأكياس الكاذبة الناجمة عن الكحول 59%-78% من أكياس البنكرياس الكاذبة. حدوث أكياس البنكرياس الكاذبة الفعلية هو ضئيل، ما يقارب 1.6%-4.5% ، أو 1-5 لكل 100.000 بالغ سنويا.
أنواع أكياس الغدة فوق الكظرية تشكل أكياس الطفيليات، أكياس النسيج الظهاري وأكياس الخلايا المبطنة، والأكياس الكاذبة وتمثل الأكياس الكاذبة % 56 من أكياس الغدة الكظرية، و7% من هذه الأكياس هي خبيثة أو لديها احتمالية أن تكون خبيثة.
سبب الأكياس الكاذبة للغدد الكظرية غير معروف. لكن توجد بعض النظريات، لكن يعتقد أن الضربات المتكررة، العدوى أو النزيف يمكن أن يؤدي إلى تكوّن الكولاجين الذي يؤدي إلى تكون النسيج الليفي المبطن.
الأكياس الكاذبة في الشبكية ممكن أن تكون ذات صلة مع الضمور الجيوغرافي. وجدت دراسة أن 22٪ من العيون مع ضمور الجيوغرافي تحتوي على أكياس كاذبة.
في مرض ترايبانوسومياسس الجنوب أمريكي (مرض شاجس)، الطفيلي ترايبانوسوما كروزي يكون أكياس كاذبة، على وجه خاص في النسيج العضلي والنسيج العصبي. داخل هذه الأكياس الكاذبة تمر هذه الطفيليات في مرحلة الأميستيجوت، وتتكاثر بشكل لا جنسي، قبل أن تنفجر من الكيس الكاذب وتدخل مجرى الدم.

## الأعراض
الأكياس الكاذبة لا تسبّب أعراضاً في العادة. لكن تظهر الأعراض في الغالب مع الأكياس الكبيرة، الحجم ووقت التكوين في العادة هي مؤشرات ضعيفة على احتمالية حدوث المضاعفات.
أكياس البنكرياس الكاذبة تسبب في العادة آلام في البطن، غثيان، وتقيؤ، وشعور بالانتفاخ، ومشكلة في الأكل والهضم. يمكن أيضأ أن تُصاب هذه الأكياس بالعدوى والالتهاب ثمّ تنفجر، أو تتسبّب في انسداد جزء من الأمعاء. ونادرا ما يسسب الكيس الكاذب المصاب بالعدوى الملتهب اصفراراً أو تعفُّن الدم.
الأكياس الكاذبة المنصفية، هي صورة نادرة من أكياس البنكرياس الكاذبة، ممكن أن تسبب صعوبة في البلع، صعوبة في التنفس، انسداد مجرى الهواء أو نزيف في جدار القلب (دُكاك قلبي).
الأكياس الكاذبة في الغدة فوق الكظرية، ممكن أن تسبب ألم في البطن، وعدة من أعراض الجهاز الهضمي، مثل الغثيان والتقيؤ والإمساك.

## التشخيص

### أكياس البنكرياس الكاذبة
أفضل طريقة لتشخيص أكياس البنكرياس الكاذبة هي التصوير الطبقي المحوري. الكيس الكاذب يبدو بشكل عام ككتلة مليئة بالسوائل. وأحيانا تستخدم طرق أخرى للتمييز بين الأكياس العادية والأكياس الكاذبة، مثل الأمواج فوق الصوتية بالمنظار أو سحب السائل بالإبرة الدقيقة.
و يمكن استخدام طريقة تصوير الأمواج فوق الصوتية عبر البطن لتشخيص الأكياس الكاذبة ويبدو الكيس الكاذب في هذه الحالة على شكل ذي صدى، وتعزيز صوتي بعيد. تكون في الغالب مدورة ومغلفة بحائط رقيق. الأكياس الكاذبة تبدو بشكل أكثر تعقيد عندما تكون صغيرة في العمر، ويكون فيها نزيف، أوملتهبة. التصوير بالأمواج فوق الصوتية عبر البطن لديه معدل تحسس في كشف أكياس البنكرياس الكاذبة بنسبة 75%-90% ، مما يجعله أقل مرتبة من التصوير الطبقي المحوري الذي لديه معدل 90%-100%.

التصوير الطبقي المحوري هو أكثر دقة، وتوفر تفاصيل أكثرعن الكيس الكاذب وما يحيطه. لكن نقطة ضعف التصوير الطبقي المحوري أنه ليس لديه القدرة على التميز بين الكيس الكاذب والورم التكيسي [الإنجليزية] بالإضافة إلى أنه من الممكن أن يؤدي إلى تدهور وظائف الكلية نتيجة تأثير المادة الملونة التي تعطى وقت التصوير الطبقي المحوري.
تصوير الرنين المغناطيسي، وتصوير الرنين المغناطيسي للقنوات الصفراوية: هي طرق فعالة في كشف الأكياس الكاذبة، لكن لا تستخدم بشكل دوري؛ لأن التصوير الطبقي المحوري يوفر معظم التفاصيل المطلوبة. لكن هذه الطرق توفر تباين أفضل، وتوفر وصف أفضل لتجمعات السوائل، وتصوير بقايا الخلايا في تجمعات السوائل وكشف وجود النزيف.
وتصوير الأمواج فوق الصوتية عبر المنظار، توفر فحص ثانوي لتقييم أكبر للأكياس التي وجدت بفحوصات أخرى، وتستخدم لتحديد هل هذه أكياس كاذبة أم لا.

### الأكياس الكاذبة للغدة فوق الكظرية
الأكياس الكاذبة للغدة فوق الكظرية تكتشف بنفس الطريقة التي تكتشف فيها الأكياس الكاذبة في البنكرياس وهي التصوير الطبقي المحوري، واستئصال الغدة فوق الكظرية يستخدم للتشخيص ولتخفيف الألم.

## العلاج
ليس كل الأكياس تتطلب العلاج. العديد من أكياس البنكرياس الكاذبة تتحسن وتختفي من تلقاء نفسها. إذا كانت هذه الأكياس صغيرة الحجم ولا تسبب أعراض، تحتاج فقط إلى مراقبة حذرة وتصوير طبقي محوري بشكل دوري، أمّا الأكياس الكاذبة التي تستمر عدة أشهر أو تسبب أعراض تستوجب العلاج.
الرعاية الطبية المساندة تساعد في زوال الأكياس الكاذبة الصغيرة، وتشمل هذه الرعاية السوائل عبر الوريد ومسكنات الألم وأدوية منع التقيؤ. ينصح الأطباء ب نظام غذائي قليل الدهن للذين يتحملون الأكل عبر الفم.
الجراحة هي العلاج للأكياس الكاذبة التي تسبب أعراض أو مضاعفات. هناك ثلاثة طرق لتفريغ أكياس البنكرياس الكاذبة وهي: التفريغ عبر المنظار، التفريغ بواسطة قسطرة عبر الجلد أو الجراحة المفتوحة. التفريغ عبر المنظار هي الطريقة المفضلة لأنها أقل اجتياح للجسم ولديها معدل نجاح عال على المدى الطويل.
التفريغ عبر الجلد تشمل استخدام التوجيه بواسطة التصوير الطبقي المحوري أو أمواج فوق صوتية |تصوير الأمواج فوق الصوتية. قسطرة التفريغ توضع داخل الفجوة التي تحتوي على السوائل لسحب ذلك السائل، الذي يجمع على مدار عدة أسابيع في نظام تجميع خارجي، تزال هذه القسطرة عندما تصبح كمية السائل المفرغ قليلة، حالما تُزال القسطرة تُحقَن مادة ملونة في فجوة الكيس لتحديد الحجم المتبقي ولمراقبة التقدم في العلاج. معدل النجاح لهذه الطريقة هو 50% وتعزى حالات الفشل إلى تسريب السائل بكميات كبيرة من القناة أو انسداد قناة البنكرياس الرئيسة.هذه الطريقة غير مجدية للمرضى الذين لا يستطيعون التعامل مع القسطرة في المنزل أو الأكياس التي تحتوي على دم أومواد صلبة.
التفريغ الجراحي للكيس الكاذب يشمل على خلق طريق بين فجوة الكيس الكاذب من جهة وفجوة المعدة أو الأمعاء الدقيقة من جهة ثانية، تستخدم هذه الطريقة للمريض الذي ليس لديه القدرة على تحمل أو فشل التفريغ عبر الجلد أو المنظار، تحمل هذه الطريقة خطورة أكبر من الطرق الأخرى.
التفريغ عبر المنظار أصبحت هي الطريقة المفضلة لأنها أقل اجتياحا للجسم، ولاتحتاج إلى جهاز تفرغ خارجي، ولديها معدل نجاح أكبرعلى المدى البعيد. التفريغ عبر المنظار يتم من خلال الفتحة الموجودة في الإثني عشر المؤدية إلى البنكرياس والقنوات الصفراوية باستخدام المنظار الرجعي للبنكرياس والقنوات الصفراوية، أحيانا التفريغ المباشرعبر جدار المعدة أوالاثني عشر يستخدم بدل التقنية السابقة. وتقنية التفريغ بالمنظار عبر الفتحة الموجودة بالإثني عشر المؤدية إلى البنكرياس والقنوات الصفراوية تستخدم عندما يكون الكيس على اتصال مع قناة البنكرياس الرئيسة، وتستخدم كذلك في حالة تضرر قناة البنكرياس. والطريقة التي تتم عبر جدار المعدة أو جدار الإثني عشر تستخدم في حالات الكيس الكاذب الذي يوجد بجوار الجدار المعدي – الإثني عشر-، وتصوير الأمواج الصوتية عبر المنظار هو الفحص الذي يستخدم لجمع المعلومات اللازمة لهذه الأكياس الكاذبة لغرض إجراء هذه الطريقة.
الطريقة التي تتم عبر المنظار تستوجب وجود انتفاخ في جدار المعدة أو الإثني عشر لتحديد مكان القسطرة. الخطر المتأصل يتمثل في إغفال الكيس الكاذب أو إصابة الأوعية الدموية المجاورة، أو عدم تثبيت القسطرة بشكل كاف، وفي حالات الأكياس الكاذبة المزمنة، تنجح هذه الطريقة بنسبة 90%، إعادة تكون الاكياس الكاذبة بعد التفريغ يحدث في 4% من الحالات، ومعدل حدوث المضاعفات هو اقل من 16%.
لمعالجة الأكياس الكاذبة للغدة فوق الكظرية، استئصال الغدة أو الجراحة عبر المنظار هي الطرق المستخدمة.

## الوقاية
لأن الأكياس الكاذبة ترتبط ارتباطا وثيقا بظروف أخرى، مثل التهاب البنكرياس وتعاطي الكحول؛ فإن منع حدوث الأكياس كاذبة يكمن في الوقاية من المشكلة الرئيسية التي من الممكن أن تسببها.

## دراسة حالة
في حالة غير مألوفة سنة 2008، طفل في تايوان تكون لديه خراج في البطن بسبب بكتيريا السلمونيلا، عانى الطفل من حرارة ومن ألم في البطن وتوسع لمدة اسبوع، مع تقيؤ وإسهال بسيط، بطنه كانت متينة، منتفخة ومؤلمة، لكن تفتقر إلى كتلة محسوسة، تصوير الأشعة السينية للبطن «أظهر زيادة في الغاز في الأمعاء الدقيقة وكثافة النسيج الرقيق التي تحتل الجزء الأيسر من البطن.»  التصوير الطبقي المحوري للبطن أظهر وجود كتلة ضخمة تختوي على أكياس متباينة الحجم مع جدار سميك، وعند فحص السائل داخل الكتلة، وجدت بكتيريا سلمونيلا أنتيركا. محصلة الفحوصات أنها كيس كاذب مع تكون خراج. «الالتهابات كمضاعفات تنتج عن التكيسات اللمفاوية البطنية تم الإبلاغ عنها أنها تتنج عن بكتريا من نوع جرام زائد، وبكتيريا جرام ناقص(تشمل السالمونيلا)، وكذلك مايكوبكتيريم توبركلوسز.»  فقط ثلاث حالات أخرى من عدوى السالمونيلا من هذا النوع، فقط في حالة واحدة كانت السلالة من نفس النوع المسبب لحالة الطفل.